# Edmundston
Cet article possède des paronymes, voir Edmundson, Edmondston et Edmondson.
Edmundston (prononcé en français : /ɛdmɔndstœn/ ; en anglais : /ˈɛdməndstən/) est une cité située dans la Commission de services régionaux du Nord-Ouest, au Nouveau-Brunswick. C'est la deuxième plus grande ville canadienne à majorité francophone hors Québec, après Dieppe au Nouveau-Brunswick. Certaines grandes villes du pays ont des populations francophones plus importantes, comme Ottawa (122 665 francophones), Sudbury (45 420), Toronto (34 900), Winnipeg (26 855), Moncton (20 425), Windsor et Timmins (17 390), mais les francophones y sont en minorité. Le 1er janvier 2023, l'ancienne cité d'Edmundston, le village de Rivière-Verte ainsi que les DSL de Saint-Jacques et de Saint-Joseph sont fusionnés pour former le gouvernement local d'Edmundston.

## Toponyme

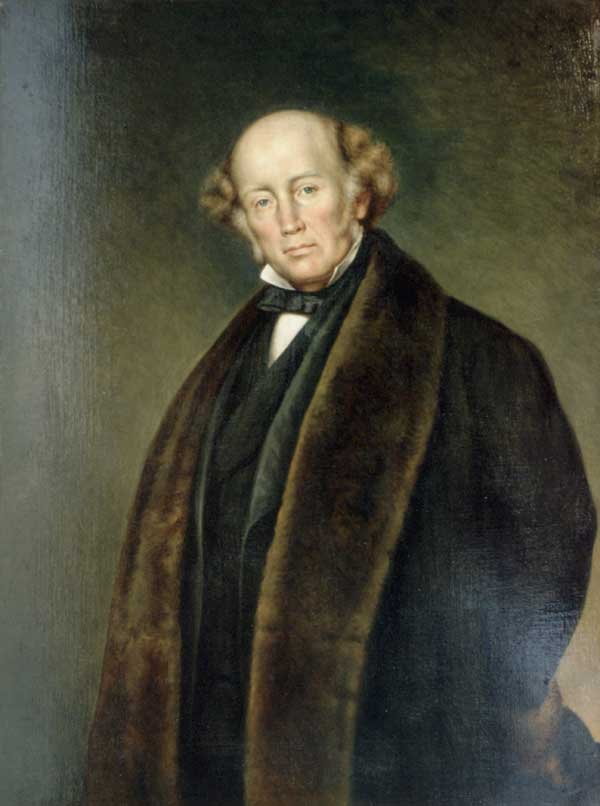
Sir Edmund Walker Head.

La cité est nommée ainsi en l'honneur de Sir Edmund Walker Head (1805-1868), lieutenant-gouverneur du Nouveau-Brunswick de 1848 à 1854 et gouverneur général de la Province unie du Canada, de 1854 à 1861. Ce serait en 1851, à la suite d'une visite de Sir Edmund Walker Head, que le nom Edmundston fut donné à l'endroit, remplaçant le nom Petit-Sault qui avait auparavant été donné, en référence aux chutes situées à l'embouchure de la rivière Madawaska.

## Géographie

### Géographie physique

#### Situation
(septembre 2024).
Edmundston est situé dans les Appalaches, au confluent du fleuve Saint-Jean et de la rivière Madawaska, au centre du Madawaska. Edmundston se trouve à 700 kilomètres de route au nord-ouest d'Halifax, à 540 km au nord-est de Montréal et à 760 km au nord-nord-est de Boston. La cité a une superficie de 107,00 kilomètres carrés.
L'État américain du Maine fait face à la ville au sud.
Edmundston est généralement considérée comme faisant partie de l'Acadie, quoique l'appartenance des Brayons à l'Acadie fasse l'objet d'un débat.

#### Topographie
Le fleuve Saint-Jean suit une large courbe vers le nord qui lui fait longer la ville, avant de se diriger vers le sud. Les principaux cours d'eau se jetant dans le fleuve sont, d'amont en aval, le ruisseau Quatre-Miles, le ruisseau Trois-Miles, le ruisseau Deux-Miles, la rivière Madawaska, la rivière Iroquois, le ruisseau à Lavoie, le ruisseau Saint-Basile puis le ruisseau des Smyth. La rivière Madawaska se jette en rive gauche du fleuve au centre-ville. Celle-ci prend sa source dans le lac Témiscouata, au Québec. Après un cours sinueux long d'environ 35 kilomètres, elle traverse d'ouest en est Dégelis, la paroisse de Saint-Jacques puis la cité. Son principal affluent est la rivière à la Truite, à Saint-Jacques. Il y a quelques lacs dans les environs de Saint-Jacques.
La ville est située dans les Appalaches. Sur la rive est de la rivière Madawaska, le massif de la côte à Blanchette s'étend jusqu'à la rivière Iroquois. Sur la rive ouest, les principaux sommets sont le mont Michaud et le Mont Farlagne, le point culminant de la cité.

#### Géologie
Selon le ministère des Ressources naturelles du Nouveau-Brunswick, le massif d'Edmundston repose sur des roches sédimentaires du Silurien-Dévonien. (...) La région a été soumise à la glaciation, mais les dépôts glaciaires sont généralement très minces (moins d'un mètre). On y trouve des blocs erratiques provenant du Québec et du Bouclier canadien.
La région se situe à une altitude variant de 360 à 600 mètres à partir du niveau de la mer.

#### Climat
| Mois                                  | jan.       | fév.       | mars       | avril      | mai       | juin      | jui.      | août      | sep.      | oct.       | nov.      | déc.      | année           |
| ------------------------------------- | ---------- | ---------- | ---------- | ---------- | --------- | --------- | --------- | --------- | --------- | ---------- | --------- | --------- | --------------- |
| Température minimale moyenne (°C)     | −18,5      | −17,6      | −11,1      | −2,6       | 3,4       | 8,4       | 11,5      | 10,5      | 5,8       | 0,7        | −4,5      | −13,3     | −2,3            |
| Température moyenne (°C)              | −12,9      | −11,3      | −5         | 3          | 10,3      | 15,2      | 18,2      | 17,1      | 12,2      | 5,8        | −0,6      | −8,5      | 3,6             |
| Température maximale moyenne (°C)     | −7,1       | −4,9       | 1,1        | 8,6        | 17,1      | 22        | 24,7      | 23,7      | 18,5      | 10,9       | 3,3       | −3,8      | 9,5             |
| Record de froid (°C) date du record   | −43,6 2009 | −39,4 1955 | −36,2 2014 | −28,5 2015 | −9,4 1966 | −4,4 1919 | 1,7 1929  | −1 1986   | −6 2000   | −16,1 1925 | −26 1995  | −40 1914  | −43,6 16/1/2009 |
| Record de chaleur (°C) date du record | 13 1996    | 15 1981    | 25 2012    | 28 1987    | 34,5 1992 | 37,2 1919 | 36,1 1955 | 35,6 1935 | 33,6 2010 | 30,6 1922  | 19,5 2002 | 15,6 1922 | 37,2 3/6/1919   |
| Précipitations (mm)                   | 79,4       | 62,3       | 56,1       | 58,2       | 90,4      | 97,4      | 113,8     | 93,4      | 94,6      | 93,6       | 91,2      | 80,6      | 1 011           |
| dont neige (cm)                       | 66,7       | 53,2       | 39,1       | 11,5       | 0,4       | 0         | 0         | 0         | 0         | 2,8        | 26,5      | 57,8      | 258             |
| Nombre de jours avec précipitations   | 9,7        | 8,4        | 8,2        | 9,3        | 11,9      | 12,1      | 12,2      | 11,3      | 11,2      | 12,3       | 11,5      | 10,3      | 128,3           |
| Nombre de jours avec neige            | 8,7        | 7,7        | 5,6        | 2,2        | 0,14      | 0         | 0         | 0         | 0         | 0,59       | 4,5       | 8,4       | 37,9            |

| Diagramme climatique                                  |               |              |             |             |           |               |              |             |             |             |               |
| J                                                     | F             | M            | A           | M           | J         | J             | A            | S           | O           | N           | D             |
| −7,1−18,579,4                                         | −4,9−17,662,3 | 1,1−11,156,1 | 8,6−2,658,2 | 17,13,490,4 | 228,497,4 | 24,711,5113,8 | 23,710,593,4 | 18,55,894,6 | 10,90,793,6 | 3,3−4,591,2 | −3,8−13,380,6 |
| Moyennes : • Temp. maxi et mini °C • Précipitation mm |               |              |             |             |           |               |              |             |             |             |               |

### Géographie humaine

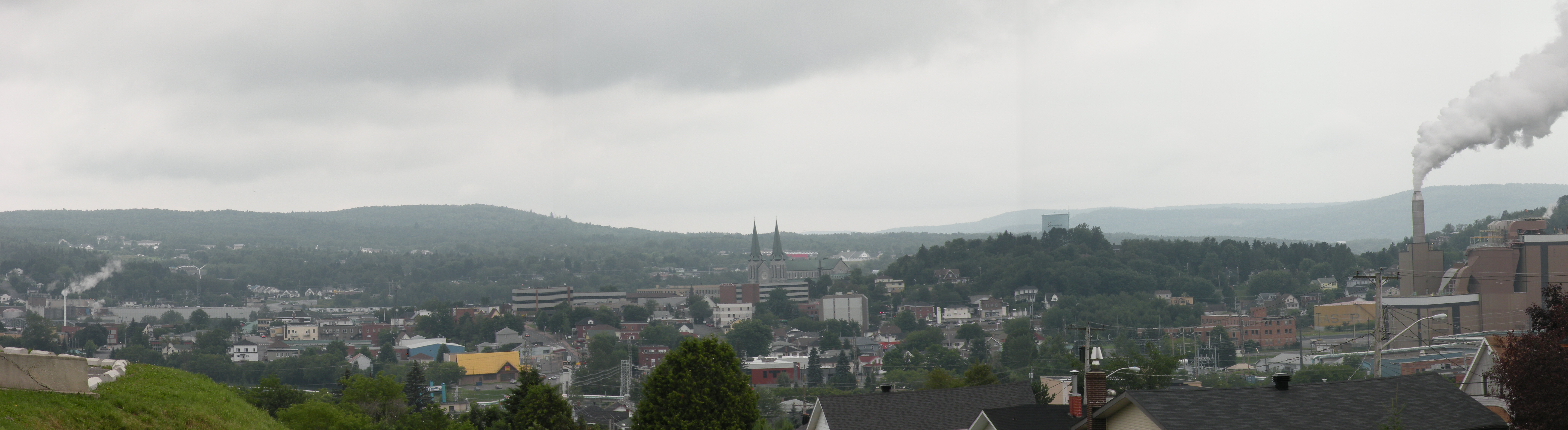
Panorama d'Edmundston

#### Voies de communication et transport
L'aéroport d'Edmundston est un aéroport public dont le code OACI est CYES. Il possède une piste en asphalte longue de 4 499 pieds. Le service Taxi-Bus relie les principaux lieux de la ville les jours de semaine

La Route Transcanadienne, la route 2 du Nouveau-Brunswick, passe au nord-est de la ville. Les sorties 13A pour la route 144, 16  pour le chemin Victoria, 18 vers la route 120, le boulevard Hébert, 19 vers la rue du 15 août et 21 vers le chemin Iroquois et la route 144 permettent de relier la 2 à la ville. La sortie 18 la relie au centre-ville. Les autres artères principales de la ville sont le chemin Canada, le boulevard Hébert, la rue Principale et le chemin Saint-François. Un pont situé au sud du centre-ville, qui franchit la rivière Madawaska, permet de relier la ville à sa ville américaine voisine, Madawaska, au Maine .

## Histoire

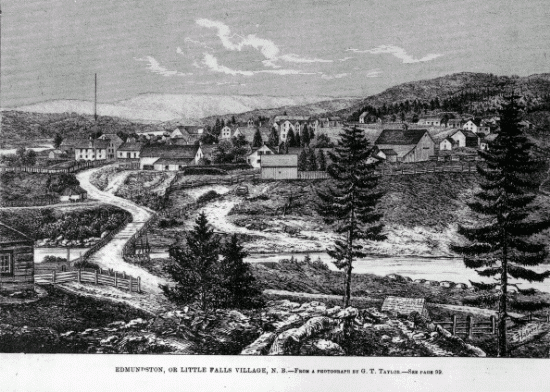
Edmundston en 1872

Les Malécites ont un village au confluent de la rivière Madawaska et du fleuve Saint-Jean, qui devient très important au XVIIIe siècle mais ne compte plus que deux wigwams en 1812. Il existe désormais la première nation de Madawaska, enclavée dans Edmundston. Le site d'Edmundston sert aussi de refuge aux Abénaquis en temps de crise. Les Malécites cultivent du blé d'Inde et de la citrouille à Madawaska.
Edmundston est fondé vers 1790 par des Acadiens fuyant Sainte-Anne-des-Pays-Bas, désormais Fredericton, devant l'arrivée des Loyalistes. Au cours du XIXe, quelques immigrants anglophones et bon nombre de Canadiens français en provenance du Québec viennent grossir la population de la ville.
Les Sœurs de la Charité fondent l'Académie de Madawaska à Saint-Basile en 1862. Les Religieuses hospitalières de Saint-Joseph ouvrent l'Hôtel-Dieu dans le même quartier en 1881. Après le départ des Sœurs de la Charité en 1873, les Hospitalières fondent un couvent en 1874.
La VIe Convention nationale acadienne a lieu en 1908 à Saint-Basile.

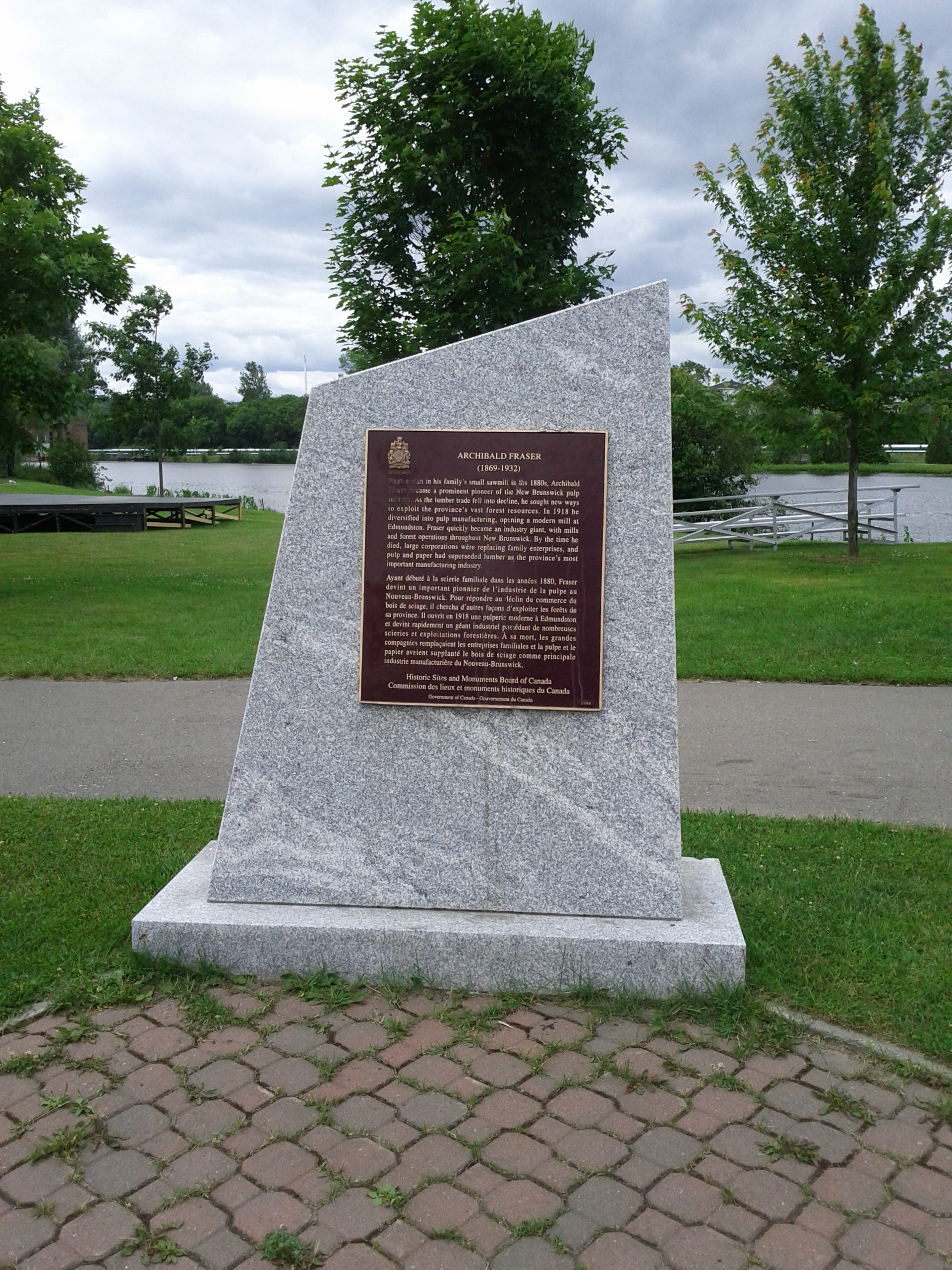
Monument à la mémoire d'Archibald Fraser (1869-1932), pionnier de l'industrie des pâtes et papier dans le nord-ouest du Nouveau-Brunswick.

La Compagnie Fraser ouvre une scierie en 1911 et une usine de pâte et papier en 1918. La syndicalisation tarde à s'implanter dans l'industrie et le premier syndicat est fondé en 1918 mais n'est reconnu qu'en 1938.
La Caisse populaire Edmundston est fondée en 1938 et celle de Saint-Jacques en 1945. L'école Notre-Dame est inaugurée en 1940. Les Eudistes fondent le Collège Saint-Louis en 1944. En 1949, les Religieuses hospitalières de Saint-Joseph ouvrent à Saint-Basile le Collège Maillet, un établissement pour filles.
Edmundston est constitué en municipalité en 1952. La bibliothèque Mgr-W.-J.-Conway est inaugurée en 1972.
Les travaux de la Cité des Jeunes A.-M.-Sormany (en) sont terminés en 1971. La XVIe Convention nationale acadienne a lieu à Edmundston en 1979. La création d'une province acadienne et une répartition plus équitable des pouvoirs y sont à l'ordre du jour.
L'école Saint-Jacques est inaugurée en 1986.
L'Académie Saint Mary's, la seule école anglophone, ouvre ses portes en 1990. Edmundston accueille la XVIIIe finale des Jeux de l'Acadie en 1997. Le 1er janvier 1998, les villages de Verret, Saint-Basile et Saint-Jacques sont fusionnés à Edmundston, qui obtient le statut de cité,. La production cesse en 1998 à l'usine Goodison Textiles. La Caisse populaire Edmundston fusionne avec celle de Saint-Jacques en 1999 pour former la Caisse populaire Madawaska, à laquelle s'ajoute celle de Sainte-Anne-de-Madawaska en 2002.
L'école régionale de Saint-Basile est inaugurée en 2004. Le Carrefour de la Jeunesse ouvre ses portes en 2005. La Caisse populaire Trois-Rives est formée en 2009 par la fusion de trois autres caisses. La ville accueille la XXXIIe finale des Jeux de l'Acadie en 2011. Un nouveau poste de police est inauguré la même année, au coût de 11 millions$. Le nouveau collège communautaire est également inauguré la même année, au coût de 35 millions$. Edmundston est l'une des principales localités organisatrices du Ve Congrès mondial acadien en 2014.

## Démographie
(septembre 2024).
La cité comptait 16 032 habitants en 2011, soit une baisse de 3,7 % en 5 ans. Les données du recensement de 2011 n'étant pas encore toutes disponibles, les autres aspects de la démographie d'Edmundston sont connus grâce au recensement de 2006. Il y a en tout 7380 ménages dont 5020 familles. Les ménages comptent en moyenne 2,2 personnes tandis que les familles comptent en moyenne 2,7 personnes. Les ménages sont composés de couples avec enfants dans 23,2 % des cas, de couples sans enfants dans 34,3 % des cas et de personnes seules dans 29,8 % des cas alors que 12,7 % des ménages entrent dans la catégorie autres (familles monoparentales, colocataires, etc.). 64,4 % des familles comptent un couple marié, 20,7 % comptent un couple en union libre et 14,7 % sont monoparentales. Dans ces dernières, une femme est le parent dans 86,5 % des cas. L'âge médian est de 45,4 ans, comparativement à 41,5 ans pour la province. 86,7 % de la population est âgée de plus de 15 ans, comparativement à 83,8 % pour la province. Les femmes représentent 53,3 % de la population, comparativement à 51,3 % pour la province. Chez les plus de 15 ans, 33,6 % sont célibataires, 45,5 % sont mariés, 5,3 % sont séparés, 7,0 % sont divorcés et 8,6 % sont veufs. De plus, 14,3 % vivent en union libre.
| 1981   | 1986   | 1991   | 1996   | 2001   | 2006   | 2011   |
| ------ | ------ | ------ | ------ | ------ | ------ | ------ |
| 12 044 | 11 497 | 10 835 | 11 033 | 17 373 | 16 643 | 16 032 |

| 2016   | - | - | - | - | - | - |
| ------ | - | - | - | - | - | - |
| 16 580 | - | - | - | - | - | - |

Les autochtones représentent 1,3 % de la population et 1,0 % des habitants font partie d'une minorité visible. Les immigrants représentent 2,5 % de la population et 0,4 % des habitants sont des résidents permanents. 1,4 % des habitants ne sont pas citoyens canadiens et 93,3 % des habitants âgés de plus de 15 ans sont issus de familles établies au Canada depuis trois générations ou plus. En date du 16 mai 2006, 90,5 % des gens avaient la même adresse depuis au moins un an alors que 6,6 % habitaient auparavant ailleurs dans la même ville, que 2,2 % habitaient ailleurs dans la province, que 0,7 % habitaient ailleurs au pays et que 0,0 % habitaient ailleurs dans le monde. À la même date, 69,0 % des gens avaient la même adresse depuis au moins cinq ans alors que 22,0 % habitaient auparavant ailleurs dans la même ville, que 5,3 % habitaient ailleurs dans la province, que 2,8 % habitaient ailleurs au pays et que 0,8 % habitaient ailleurs dans le monde.
La langue maternelle est le français chez 92 % des habitants, l'anglais chez 5 % et 1,3 % sont allophones. Les deux langues officielles sont comprises par 62,8 % de la population alors que 35,7 % des habitants sont unilingues francophones, que 1,3 % sont unilingues anglophones et que 0,2 % ne connaissent ni l'anglais ni le français. Le français est parlé à la maison par 94,7 % des gens, l'anglais par 4,0 %, les deux langues officielles par 0,5 %, le français et une langue non officielle par moins de 0,1 %, l'anglais et une langue non officielle par 0,0 % et une langue non officielle seule par 0,0 %. Le français est utilisé au travail par 90,2 % des employés et l'anglais par 5,2 % alors que 4,5 % des employés utilisent les deux langues officielles, que 0,0 % utilisent le français et une langue non officielle, que 0,0 % utilisent l'anglais et une langue non officielle, que 0,1 % utilisent uniquement une langue non officielle et que 0,1 % utilisent à la fois le français, l'anglais et une langue non officielle.
| Évolution des langues maternelles (en %) | Légende                                                         |
| ---------------------------------------- | --------------------------------------------------------------- |
|                                          | - Français - Anglais - Anglais et français - Autre(s) langue(s) |
| Sources,:                                |                                                                 |

Chez les plus de 15 ans, 27,3 % n'ont aucun certificat, diplôme ou grade, 26,1 % ont uniquement un diplôme d'études secondaires ou l'équivalent et 46,6 % détiennent aussi un certificat, un diplôme ou un grade post-secondaire; par comparaison, ces taux s'élèvent à 29,4 %, 26,0 % et 44,6 % au provincial. Parmi la même tranche d'âge, 14,8 % des gens possèdent un diplôme d'un programme d'un an au CCNB ou l'équivalent, 12,6 % détiennent un diplôme d'un programme de trois ans au CCNB ou l'équivalent, 5,6 % ont un diplôme ou un certificat universitaire inférieur au baccalauréat et 13,5 % ont un certificat, un diplôme ou un grade universitaire plus élevé. Parmi ces diplômés, 10,1 % sont formés en enseignement, 1,4 % en arts ou en communications, 2,8 % en sciences humaines, 4,7 % en sciences sociales ou en droit, 24,6 % en commerce, en gestion ou en administration, 1,1 % en sciences et technologies, 2,4 % en mathématiques ou en informatique, 23,5 % en architecture, en génie ou dans des domaines connexes, 3,0 % en agriculture, en ressources naturelles ou en conservation, 17,6 % en santé, parcs, récréation ou conditionnement physique, 8,4 % en services personnels, de protection ou de transport et 0,3 % dans d'autres domaines. Les diplômés post-secondaires ont terminé leurs études à l'extérieur du pays dans 2,8 % des cas.

## Économie

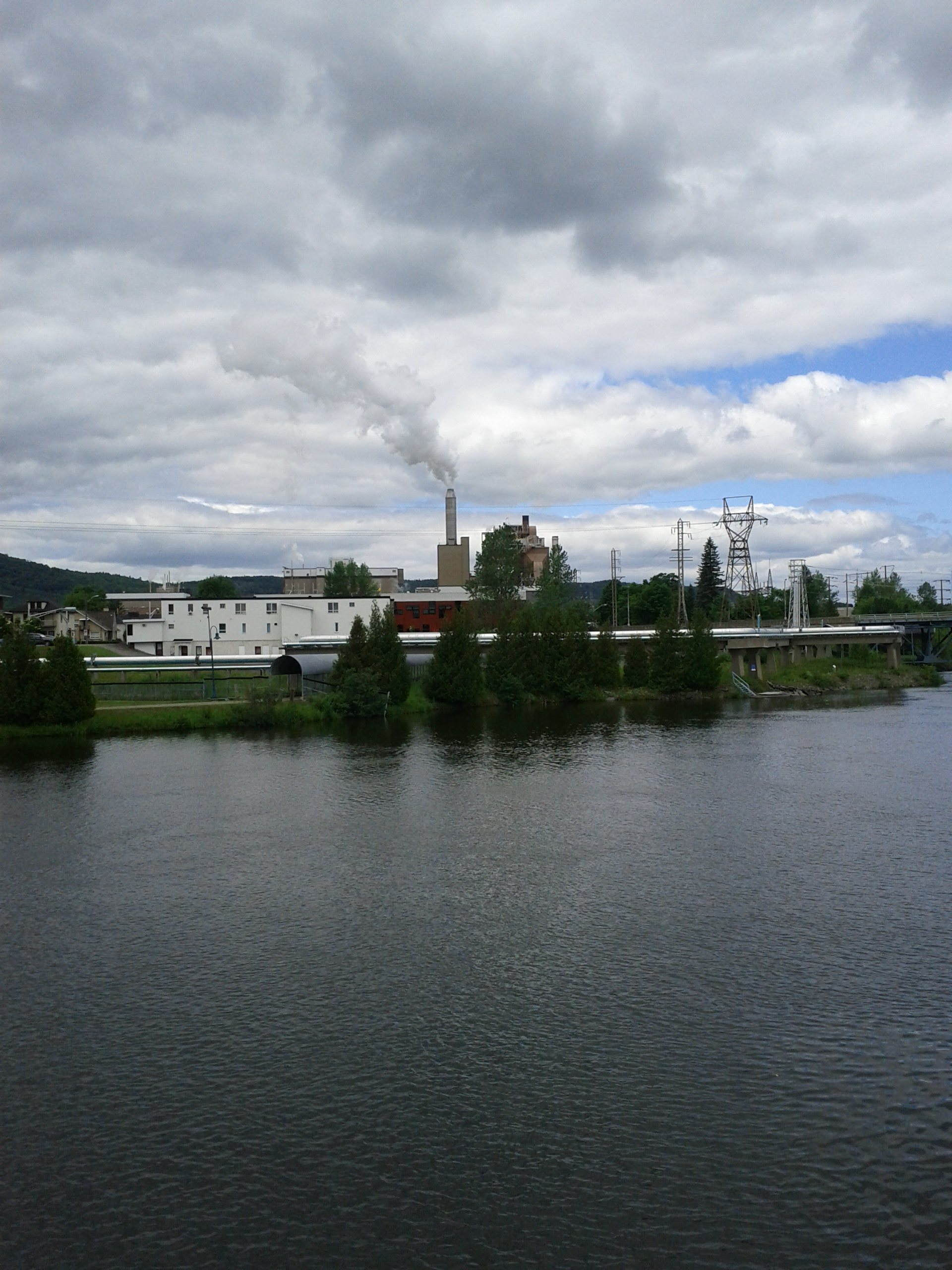
L'usine de Papiers Fraser.

### Travail et revenu
(septembre 2024).
Le recensement de 2006 de Statistique Canada fournit aussi des données sur l'économie. Chez les habitants âgés de plus de 15 ans, le taux d'activité était alors de 63,1 %, le taux d'emploi était de 57,4 % et le taux de chômage était de 9,0 %. À titre de comparaison, ceux de la province étaient respectivement de 63,7 %, 57,3 % et 10,0 %.
Chez les personnes âgées de 15 ans et plus, 9 210 ont déclaré des gains et 13 430 ont déclaré un revenu en 2005. 91,2 % avaient aussi déclaré des heures de travail non rémunérées. Le revenu médian s'élevait alors à 22 835 $ avant et à 20 595 $ après impôt, comparativement à la moyenne provinciale de 22 000 $ avant et 20 063 $ après impôt ; les femmes gagnaient en moyenne 3 670 $ de moins que les hommes après impôt, soit 16 925 $. En moyenne, 71,0 % du revenu provenait de gains, 16,0 % de transferts gouvernementaux et 12,9 % d'autres sources. 9,3 % de toutes les personnes dans les ménages avaient un faible revenu après impôt, une proportion montant à 12,6 % pour les moins de 18 ans.
Parmi la population active occupée, 9,1 % des gens travaillaient à domicile, aucun travaillaient ailleurs dans le monde, 9,1 % étaient sans lieu de travail fixe et 81,2 % avaient un lieu de travail fixe. Parmi les travailleurs ayant un lieu de travail fixe, 73,2 % travaillaient en ville, 22,3 % travaillaient ailleurs dans le comté, 2,7 % travaillaient ailleurs dans la province et 1,2 % travaillaient dans une autre province.

### Principaux secteurs

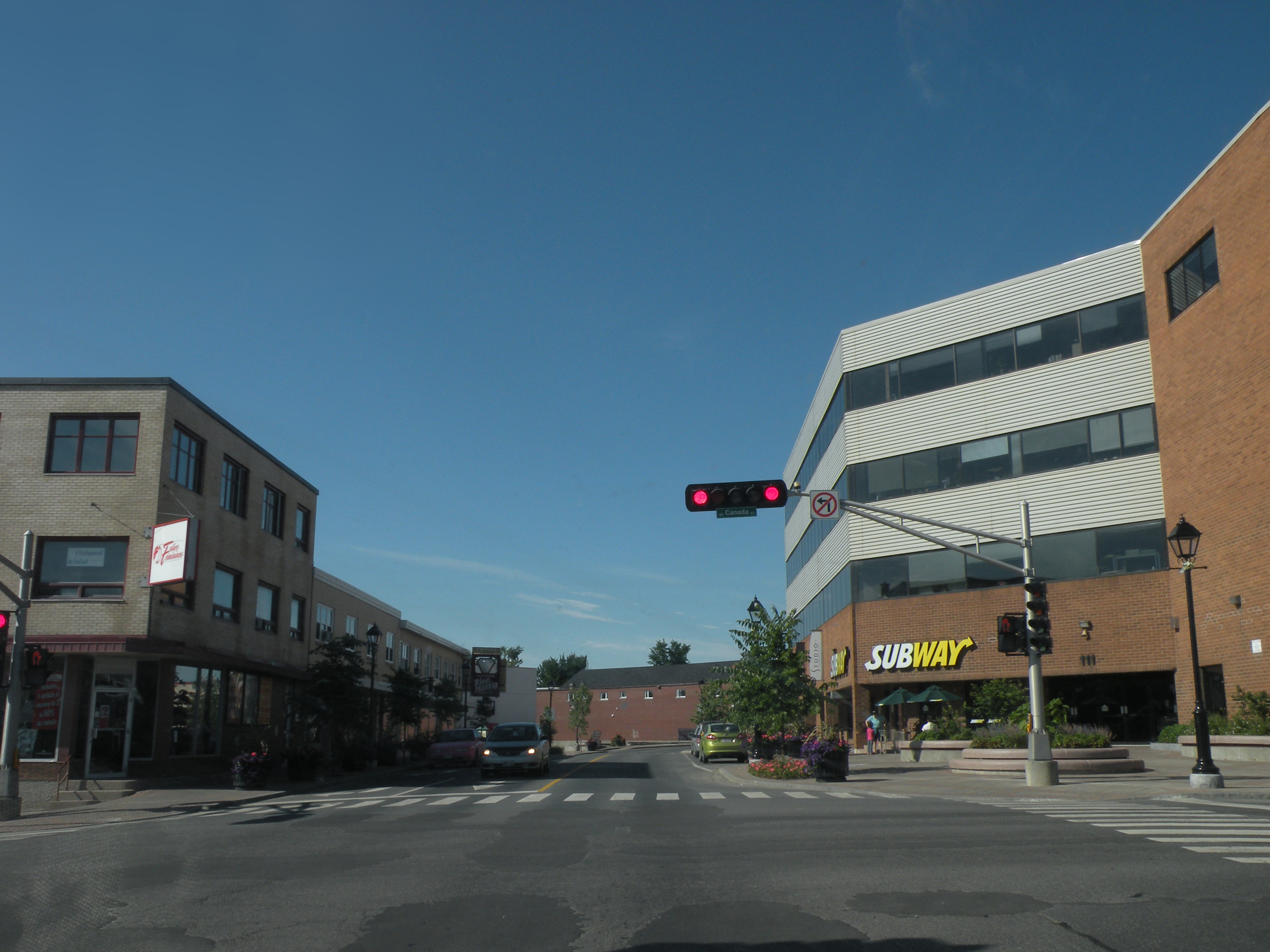
L'intersection du chemin Canada et de la rue de l'Église, au centre-ville.

En 2006, on dénombrait 8,0 % des emplois dans l'agriculture, la pêche et les autres ressources (6,9 % au provincial), 4,5 % dans la construction (6,7 % au provincial), 12,3 % dans la fabrication (10,8 % au provincial), 2,3 % dans le commerce de gros (3,6 % au provincial), 15,2 % dans le commerce au détail (11,9 % au provincial), 7,3 % dans les finances et l'immobilier (4,2 % au provincial), 11,8 % dans la santé et les services sociaux (11,4 % au provincial), 6,8 % dans l'enseignement (6,5 % au provincial), 13,4 % dans les services de commerce (16,9 % au provincial) et 20,2 % dans les autres services (21,1 % au provincial).
L'industrie forestière est une partie importante de l'industrie locale. Malgré plusieurs séries de mises à pied dans les années 1990 et 2000, l'usine de pâte à papier de Fraser Papers constitue toujours un des principaux employeurs manufacturiers de la ville avec environ 400 employés.
D'autres entreprises manufacturières, comme Enseignes Pattison Sign Group (panneaux-enseignes), Nadeau Ferme Avicole (transformation de la volaille) et IPL Plastics (contenants en plastique) profitent de la position géographique de la ville pour stimuler leur croissance.
La ville d'Edmundston possède deux centrales hydroélectriques, dont l'une construite en 1911.
Le siège-social de la Caisse populaire Madawaska, membre d'UNI Coopération financière, est situé en ville. La caisse possède trois succursales, a un actif de près de 112 millions $ et compte plus de 10 000 membres. La Caisse populaire Trois-Rives, aussi basée en ville, possède neuf succursales, a un actif de 252 millions $, compte environ 21 300 membres et a 85 employés. La cité compte un centre d'affaires de la Banque de développement du Canada. Edmundston est également le siège de la CBDC Madawaska.

## Administration
Edmundston est le chef-lieu du comté de Madawaska depuis sa création en 1873. Malgré l'abolition de la municipalité de comté en 1966, la cité est  le centre administratif et économique de la région.

### Conseil municipal
Le conseil municipal est formé d'un maire et de 10 conseillères et conseillers de quartier. La cité est en effet divisée en cinq quartiers a des fins administratives, comptant chacun deux conseillers. Le maire porte le titre de Président honoraire de la République (ou République du Madawaska).
Conseil municipal actuel
Le conseil municipal actuel a été élu suivant l'amalgamation de 2022, avec l'ajout de l'ancien Village de Rivière-Verte et des parties des DSL de Saint-Jacques et Saint-Joseph.
| Mandat    | Fonctions                               | Nom(s)                                  |
| --------- | --------------------------------------- | --------------------------------------- |
| 2022-2026 | Maire                                   | Eric Marquis                            |
| 2022-2026 | Conseillères et conseillers de quartier |                                         |
| 2022-2026 | #1                                      | Sylvie Morneau et Aldéo Nadeau          |
| 2022-2026 | #2                                      | Éric Desjardins et Denise Landry-Nadeau |
| 2022-2026 | #3                                      | Éric Morneault et Diane Bélanger-Nadeau |
| 2022-2026 | #4                                      | Éric McGuire et Karen Power             |
| 2022-2026 | #5                                      | Lisa Parent et Daniel St-Germain        |

|  | Indépendant | 1914-1915     | Albert Sormany       |
|  | Indépendant | 1919-1920     | Joseph-Enoïl Michaud |
|  | Indépendant | 1922-1931     | Maximillien Cormier  |
|  | Indépendant | 1932-1936     | Joseph-Enoïl Michaud |
|  | Indépendant | 1936-1946     | Hervé Proulx         |
|  | Indépendant | 1948-1962     | Harry Marmen         |
|  | Indépendant | 1963-1969     | Fernand Nadeau       |
|  | Indépendant | 1969-197?     | Roger E. Morin       |
|  | Indépendant | 1980-1995     | J. Pius Bard         |
|  | Indépendant | 1995-1998     | Donald J.R. Plourde  |
|  | Indépendant | 1998-2004     | Jacques P. Martin    |
|  | Indépendant | 2004-2008     | Gérald Allain        |
|  | Indépendant | 2008-2012     | Jacques P. Martin    |
|  | Indépendant | 2012-2020     | Cyrille Simard       |
|  | Indépendant | 2021-en cours | Éric Marquis         |

|  | Indépendant | 1969-197? | Maurice Clavette |

|  | Indépendant | 1967-1971 | Léopold Couturier |
|  | Indépendant | 1971-1998 | Isidore Boucher   |

### Représentation et tendances politiques
Edmundston est membre de l'Association francophone des municipalités du Nouveau-Brunswick.
 Nouveau-Brunswick: Edmundston fait partie de la circonscription provinciale d'Edmundston-Vallée-des-Rivières, qui est représentée à l'Assemblée législative du Nouveau-Brunswick par Jean-Claude D'Amours, du Parti libéral. Il fut élu en 2024.
 Canada: Edmundston fait partie de la circonscription fédérale de Madawaska—Restigouche, qui est représentée à la Chambre des communes du Canada par René Arseneault, du Parti libéral du Canada. Il fut élu lors de l'Élection fédérale canadienne de 2015, puis réélu en Élection fédérale canadienne de 2019 et Élection fédérale canadienne de 2021.

## Vivre à Edmundston

### Éducation

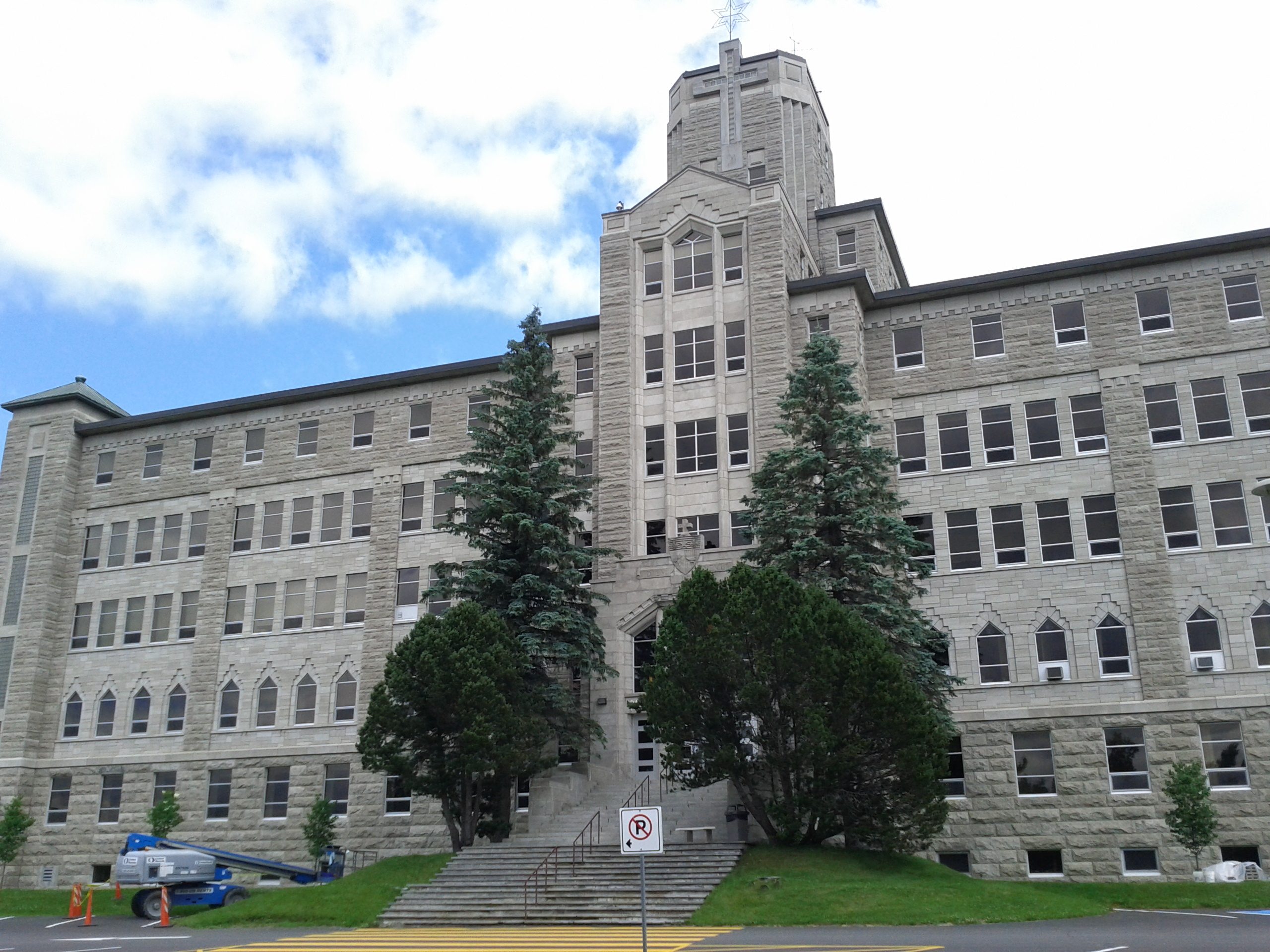
L'Université de Moncton - Campus d'Edmundston.

Edmundston est un centre d'éducation universitaire et collégial avec entre autres un Collège communautaire du Nouveau-Brunswick (CCNB) et l'Université de Moncton - campus d'Edmundston (UMCE). Les deux établissements forment l'Édupôle Edmundston avec la Polyvalente Cité-des-Jeunes-A.-M.-Sormany.
La bibliothèque publique Mgr-W.-J.-Conway est le centre de ressources de la région de bibliothèques du Haut-Saint-Jean. Inaugurée le 22 janvier 1972, elle a été réaménagée, puis rouverte au public le 7 mars 2000 dans l'église de l’ancienne paroisse Notre-Dame du Sacré-Cœur. Cet édifice érigé entre 1966 et 1967 est l'œuvre de l'architecte, artiste et écrivain Roméo Savoie. Il contient plus de 45 000 documents, 14 ordinateurs d'accès public et une zone d'accès sans fil à Internet. La bibliothèque est la 4e en importance parmi les 65 bibliothèques publiques du Nouveau-Brunswick.
Edmundston est le siège du district scolaire Francophone Nord-Ouest. La cité possède cinq écoles francophones. L’école Notre-Dame, l'école Saint-Jacques, le Carrefour de la Jeunesse et l'école Régionale Saint-Basile accueillent les élèves de la maternelle à la 8e année. Les élèves peuvent poursuivent leurs études à La Cité des Jeunes A.-M.-Sormany, qui offre les cours de la 9e à la 12e année. Les élèves anglophones vont à l'Académie Saint Mary's de la maternelle à la 12e année. Cette école publique fait partie du district scolaire Anglophone West.

### Santé

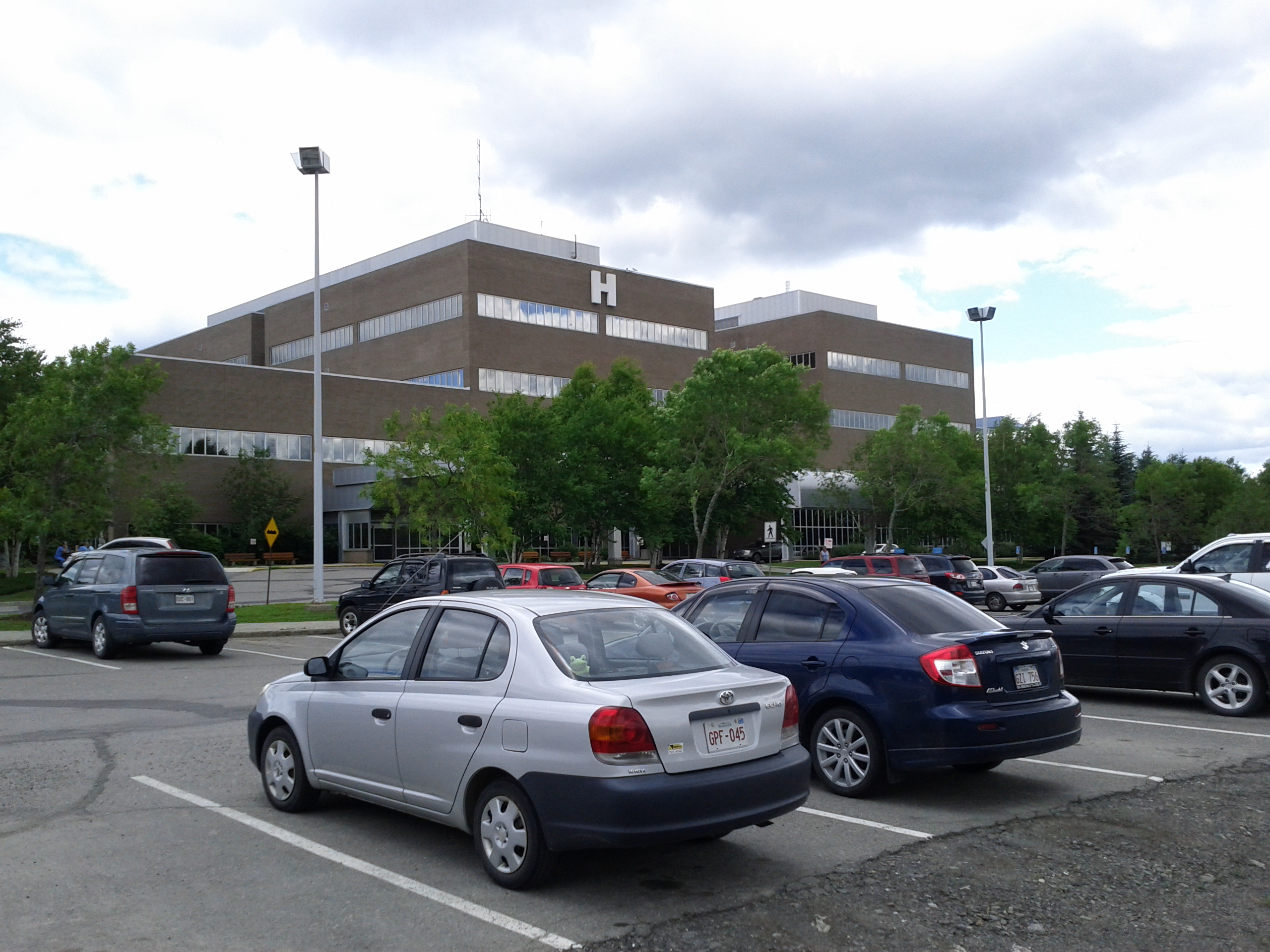
L'hôpital régional.

La cité est desservie par l'hôpital régional d'Edmundston, comptant 169 lits, par un poste d'Ambulance Nouveau-Brunswick et par deux foyers de soins agréé, soit le foyer Saint-Joseph de Saint-Basile et la Villa Desjardins.

### Autres services publics
Edmundston possède sa propre police, la Force policière d'Edmundston.
Edmundston est le siège d'un tribunal de la Cour provinciale du Nouveau-Brunswick.
Le marché agricole est situé sur la rue Hill. Il y a aussi trois bureaux de poste, en plus d'un comptoir postal.

### Médias
Edmundston est desservie par le quotidien francophone L'Acadie nouvelle, publié à Caraquet. Les hebdomadaires Le Madawaska, La République, et Info Weekend sont publiés en ville. La population a aussi accès à l'hebdomadaire francophone L'Étoile de Dieppe. Les anglophones bénéficient des quotidiens Telegraph-Journal, publié à Saint-Jean, et The Daily Gleaner, publié à Fredericton.
Il y a deux stations de radio (CJEM, CFAI) et un bureau régional de Radio-Canada.

### Sport

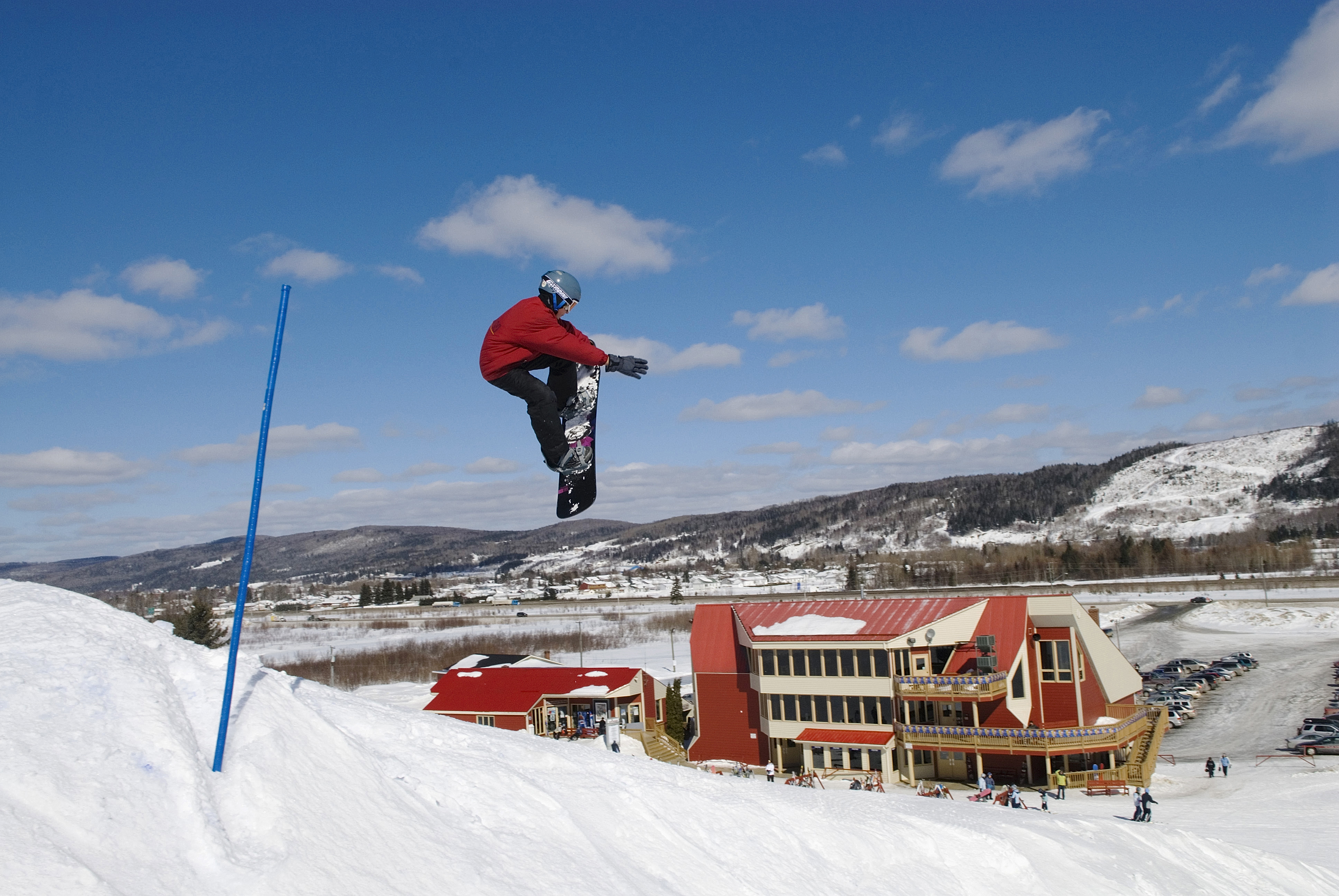
Planche à neige au mont Farlagne.

Plusieurs sports sont pratiqués dans la ville telle que la natation, les sports marines, le patin, le ski, et la planche à neige au Mont Farlagne.

### Religion

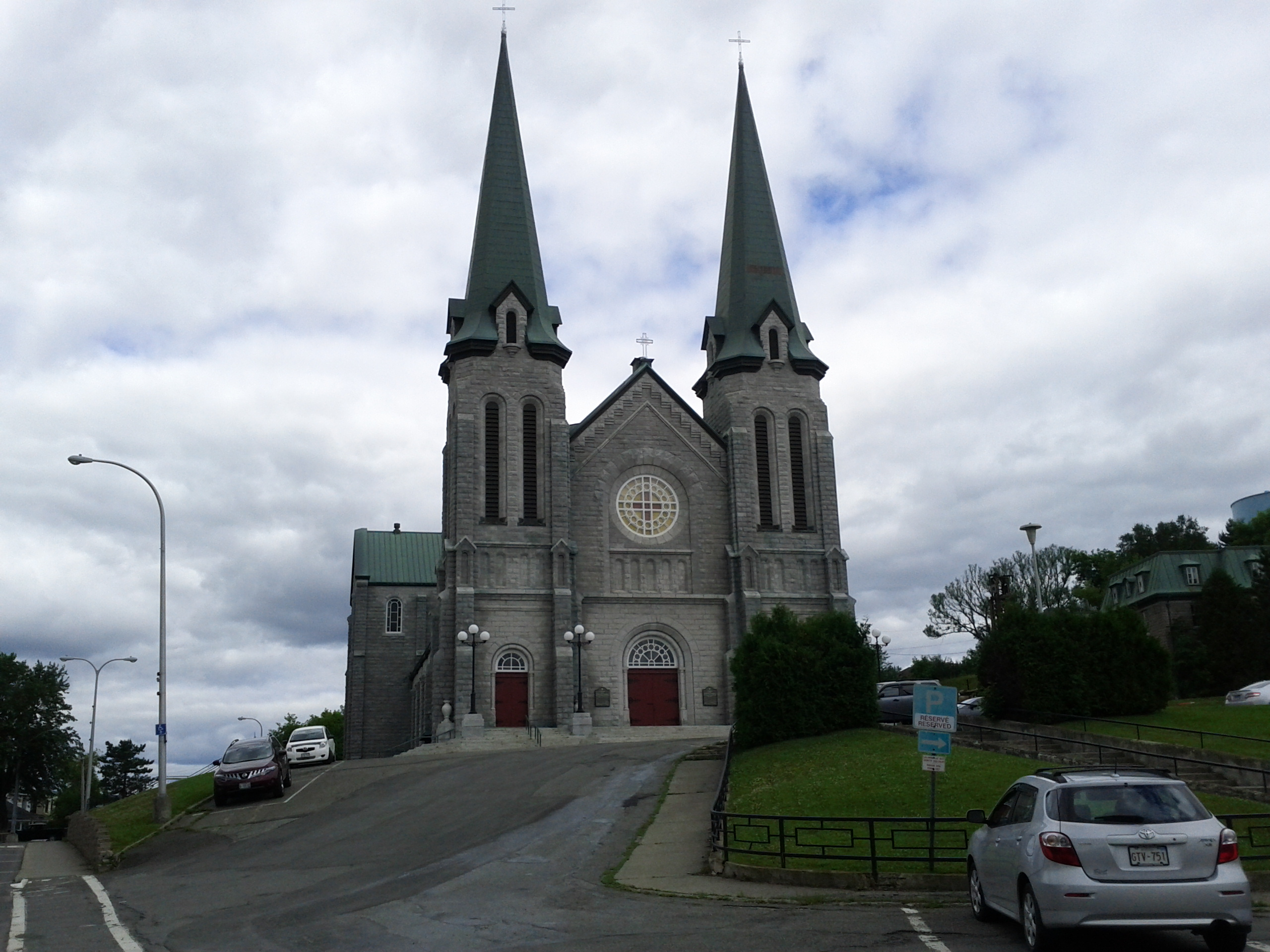
La cathédrale de l'Immaculée-Conception.

Edmundston compte plusieurs lieux de cultes, dont l'église anglicane St. John the Evangelist, la cathédrale de l'Immaculée-Conception d'Edmundston (qui est le siège du diocèse d'Edmundston) et quelques églises Chrétiennes Évangéliques.

### Parcs et jardins

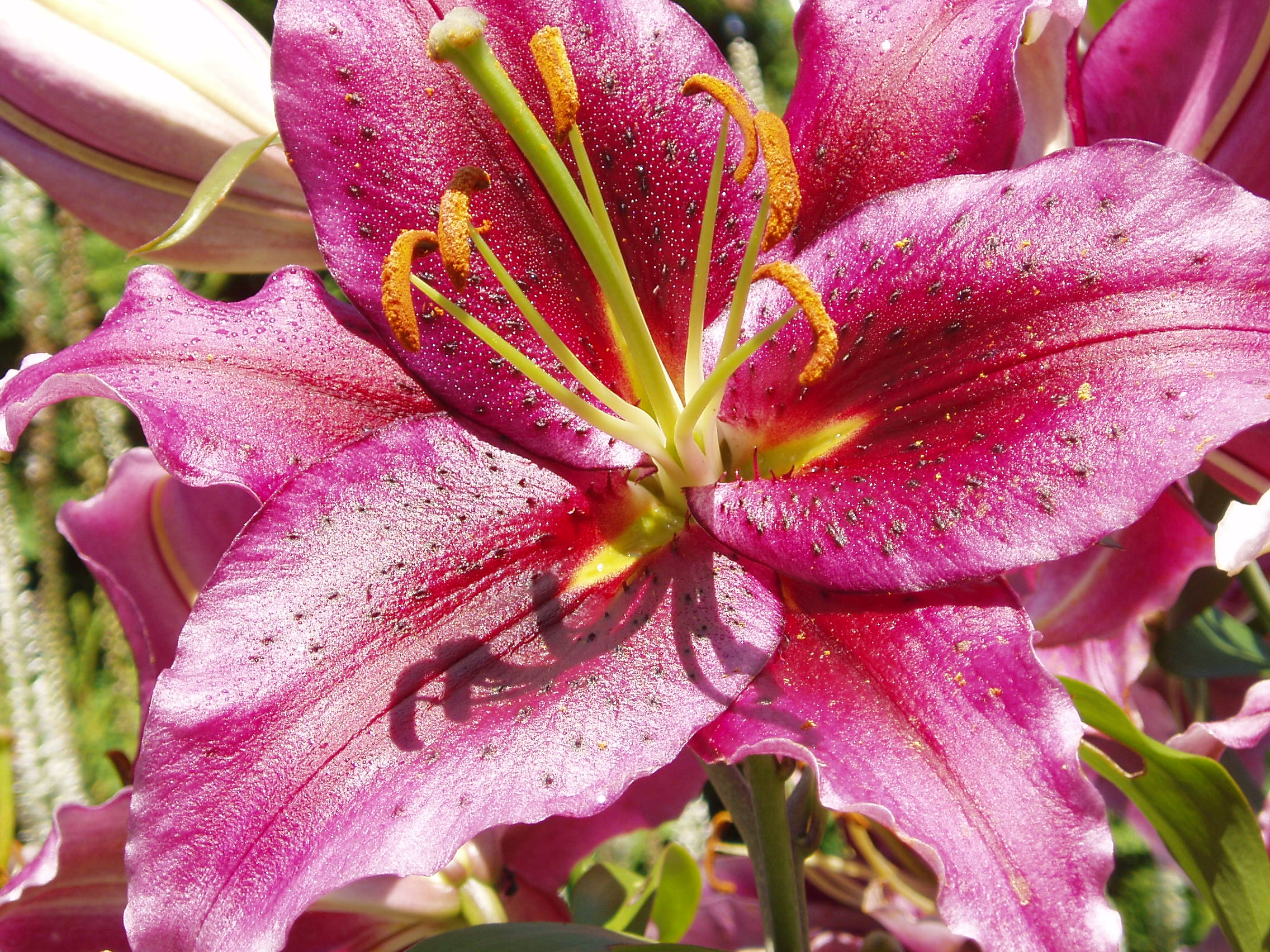
Jardin botanique du Nouveau-Brunswick

Le Jardin botanique du Nouveau-Brunswick est situé dans le quartier Saint-Jacques, sur une superficie de sept hectares et contenant plus de 80 000 plantes, en faisant ainsi le plus grand jardin botanique à l’est de Montréal.
Le jardin de Gus est un jardin botanique privé situé à Saint-Basile.
Edmundston bénéficie du Club de golf Edmundston Fraser, un parcours de 18 trous et d'un terrain junior de 5 trous.

## Culture

### Personnalités
- Alpha Boucher (1943-2020), acteur
- Audrey Côté Saint-Onge (1922-2008), personnalité culturelle et enseignante;
- Georges Corriveau (1951-), ingénieur et homme politique, né à Edmundston;
- Joseph Maxime Joffre Daigle, médecin et homme politique, né à Edmundston;
- Jean-Claude D'Amours (1972-), homme politique
- Cédrick Desjardins, joueur de hockey sur glace
- Mgr Gérard Dionne (1919-2020), quatrième évêque d'Edmundston, né à Saint-Basile.
- Camille Dubé, présentateur de sports pour Radio-Canada
- Fernand Dubé (1928-1999), avocat, notaire et homme politique, né à Edmundston;
- Madeleine Dubé (née en 1961), travailleuse sociale, professeure et femme politique, née à Edmundston ;
- Philippe Melbourne Dufour (1986-), collaborateur au Journal de Montréal
- Edgar Fournier (1908-1994), homme politique, né à Saint-Basile
- Michel Gagné (1957-), il a été champion du monde d'échecs contre ordinateur.
- Paul-Émile Gallant (1944-2011), inventeur et développeur
- Dave Hilton, Sr. (1940-), boxeur
- Laurier Lévesque (1929-2005), enseignant, agent d'assurances et homme politique;
- Cyprien Martin (1860-1920), fermier et homme politique, né à Saint-Basile;
- Robert Pichette (1936-2019), auteur, né à Edmundston ;
- Pierrette Ringuette (1955-), professeure, femme d'affaires et femme politique ;
- Rino Morin Rossignol (1950-), écrivain, né à Saint-Basile ;
- Claude Roussel (1930-), sculpteur
- Claude Picard, artiste peintre
- Jacques Savoie (1951-), musicien, poète, romancier et scénariste, né à Edmundston ;
- Shawn Sawyer, patineur olympien
- Albert Sormany (Lamèque, 1885 - Edmundston, 1970), enseignant, médecin et homme politique;
- Natasha St-Pier, chanteuse
- Lévite Thériault (1837-1896), fonctionnaire, juge de paix, officier de milice et homme politique, né à Saint-Basile ;
- Bernard Valcourt, homme politique
- Roch Voisine, chanteur et acteur
- Emilie Grace Lavoie (1990-), artiste visuelle, est née à Ednundston.

### Architecture et monuments

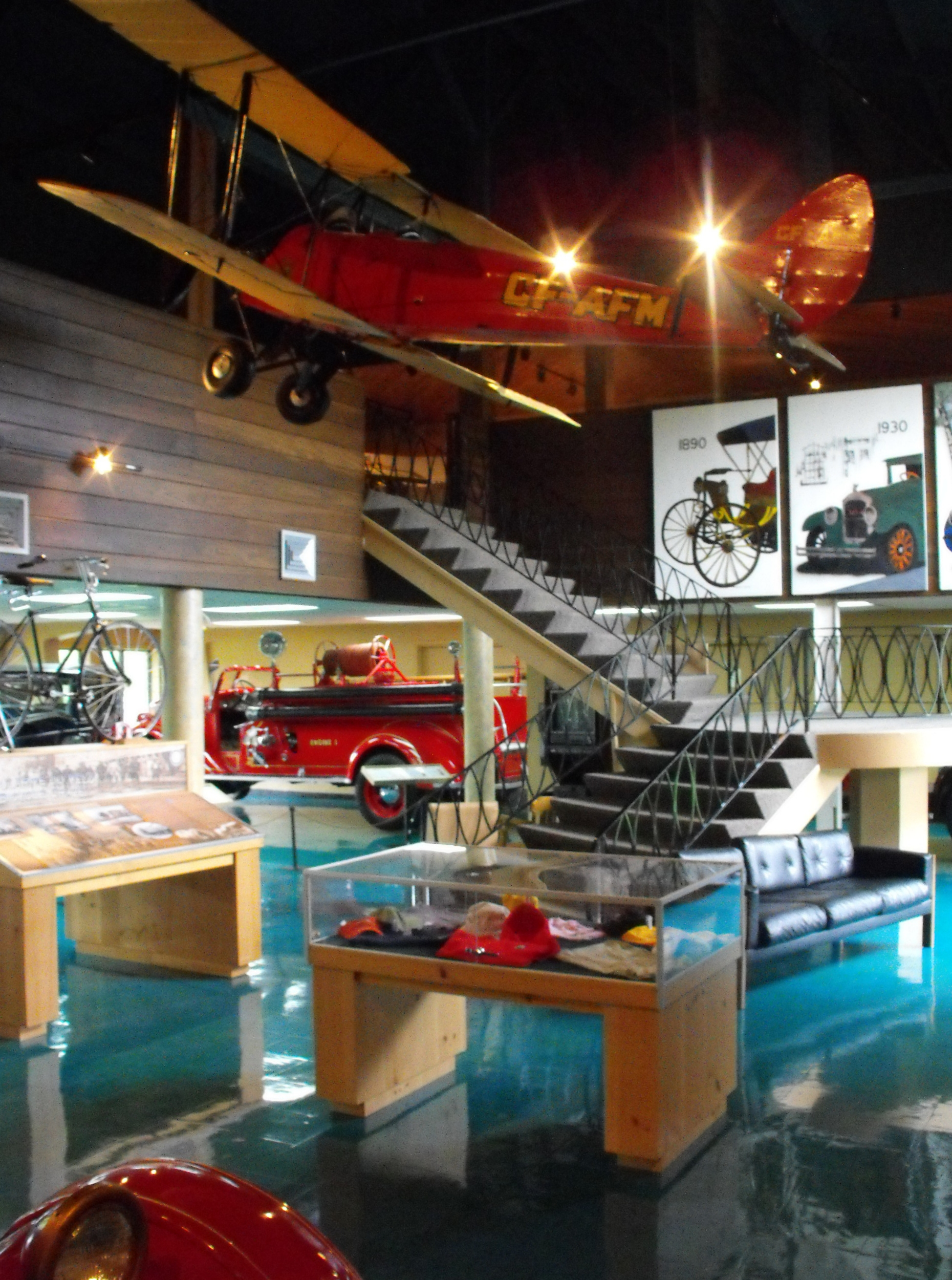
Musée de l'automobile.

La gare du Canadien National et la gare du Canadien Pacifique sont des gares patrimoniales.
La cathédrale de l'Immaculée-Conception, l'église Saint John the Baptist, l'église Saint-Paul, le Fortin du P'tit Sault et l'Hôtel-Dieu Saint-Joseph sont des sites historiques provinciaux.
Il y a une attraction de bord de route à Edmundston: une sculpture de métal représentant un navire à Saint-Jacques.

### Langue
Selon la Loi sur les langues officielles, Edmundston est officiellement bilingue puisque c'est une obligation pour les cités, peu importe la proportion de francophones ou d'anglophones.

### Fêtes et traditions
Chaque année au mois d’août, il se tient à Edmundston un grand festival culturel appelé la Foire Brayonne. Il s’agit du plus gros festival culturel francophone canadien à l’est du Québec. À chaque mois de juin, la ville accueille également le Festival de Jazz et de Blues d'Edmundston. En avril se déroule le Salon du livre d'Edmundston, plus grand événement littéraire francophone en Atlantique. Le salon de la Forêt a lieu en mai.
Les principales attractions touristiques de la ville incluent:
- le Jardin botanique du Nouveau-Brunswick;
- le Musée de l'Automobile;
- le Fortin du P'tit Sault, un ancien fort militaire britannique construit en 1841;
- le Parc linéaire interprovincial Petit Témis, une piste cyclable de 130 km qui relie Edmundston à Rivière-du-Loup, au Québec;
- Musée historique du Madawaska

L'orgue à tuyaux néobaroque à trois claviers Casavant à traction mécanique de l'église Notre-Dame-des-Sept-Douleurs, situé dans une salle avec une superbe acoustique, est l'un des plus beaux orgues à tuyaux au Canada.